# Itay Buganim
Itay Buganim (in ebraico איתי בוגאנים‎?; 29 maggio 2001) è un calciatore israeliano, attaccante dell'Hapoel Haifa.

## Carriera

### Club
Cresciuto nel settore giovanile dell'Hapoel Haifa, esordisce in prima squadra il 2 gennaio 2021 disputando l'incontro di Ligat ha'Al pareggiato per 3-3 contro il Beitar Gerusalemme.

### Nazionale
Nel 2021 ha esordito con la nazionale israeliana Under-21.

## Statistiche

### Presenze e reti nei club
Statistiche aggiornate al 13 gennaio 2022.
| Stagione        | Squadra         | Campionato      | Campionato | Campionato | Coppe nazionali | Coppe nazionali | Coppe nazionali | Coppe continentali | Coppe continentali | Coppe continentali | Altre coppe | Altre coppe | Altre coppe | Totale | Totale |
| Stagione        | Squadra         | Comp            | Pres       | Reti       | Comp            | Pres            | Reti            | Comp               | Pres               | Reti               | Comp        | Pres        | Reti        | Pres   | Reti   |
| --------------- | --------------- | --------------- | ---------- | ---------- | --------------- | --------------- | --------------- | ------------------ | ------------------ | ------------------ | ----------- | ----------- | ----------- | ------ | ------ |
| 2020-2021       | Hapoel Haifa    | LhA             | 9          | 1          | CI+TC           | 2+0             | 1+0             |                    | -                  | -                  |             | -           | -           | 11     | 1      |
| 2021-2022       | Hapoel Haifa    | LhA             | 16         | 0          | CI+TC           | 2+5             | 0+1             |                    | -                  | -                  |             | -           | -           | 23     | 1      |
| Totale carriera | Totale carriera | Totale carriera | 25         | 1          |                 | 9               | 2               |                    | -                  | -                  |             | -           | -           | 34     | 3      |

### Cronologia presenze e reti in nazionale
| Cronologia completa delle presenze e delle reti in nazionale ― Israele under 21 | Cronologia completa delle presenze e delle reti in nazionale ― Israele under 21 | Cronologia completa delle presenze e delle reti in nazionale ― Israele under 21 | Cronologia completa delle presenze e delle reti in nazionale ― Israele under 21 | Cronologia completa delle presenze e delle reti in nazionale ― Israele under 21 | Cronologia completa delle presenze e delle reti in nazionale ― Israele under 21 | Cronologia completa delle presenze e delle reti in nazionale ― Israele under 21 | Cronologia completa delle presenze e delle reti in nazionale ― Israele under 21 |
| Data                                                                            | Città                                                                           | In casa                                                                         | Risultato                                                                       | Ospiti                                                                          | Competizione                                                                    | Reti                                                                            | Note                                                                            |
| ------------------------------------------------------------------------------- | ------------------------------------------------------------------------------- | ------------------------------------------------------------------------------- | ------------------------------------------------------------------------------- | ------------------------------------------------------------------------------- | ------------------------------------------------------------------------------- | ------------------------------------------------------------------------------- | ------------------------------------------------------------------------------- |
| 2-9-2021                                                                        | Győr                                                                            | Ungheria under 21                                                               | 1 – 2                                                                           | Israele under 21                                                                | Qual. Europeo Under-21 2023                                                     | -                                                                               | 70’                                                                             |
| 7-9-2021                                                                        | Lublino                                                                         | Polonia under 21                                                                | 1 – 2                                                                           | Israele under 21                                                                | Qual. Europeo Under-21 2023                                                     | -                                                                               | 68’                                                                             |
| 7-10-2021                                                                       | Paderborn                                                                       | Germania under 21                                                               | 3 – 2                                                                           | Israele under 21                                                                | Qual. Europeo Under-21 2023                                                     | -                                                                               | 68’                                                                             |
| 10-10-2021                                                                      | Petah Tiqwa                                                                     | Israele under 21                                                                | 2 – 1                                                                           | Lettonia under 21                                                               | Qual. Europeo Under-21 2023                                                     | 1                                                                               |                                                                                 |
| 11-11-2021                                                                      | Serravalle                                                                      | San Marino under 21                                                             | 0 – 4                                                                           | Israele under 21                                                                | Qual. Europeo Under-21 2023                                                     | 1                                                                               |                                                                                 |
| 16-11-2021                                                                      | Petah Tiqwa                                                                     | Israele under 21                                                                | 3 – 0                                                                           | Ungheria under 21                                                               | Qual. Europeo Under-21 2023                                                     | -                                                                               | 68’                                                                             |
| Totale                                                                          |                                                                                 | Presenze                                                                        | 6                                                                               |                                                                                 | Reti                                                                            | 2                                                                               |                                                                                 |